# Podróż wśród wojowników
Podróż wśród wojowników (ang.: Journey Among Warriors) – reportaż wojenny francusko-amerykańskiej dziennikarki i pisarki Ève Curie, po raz pierwszy wydany w Stanach Zjednoczonych w 1943, będący owocem podróży autorki do Afryki, na Bliski Wschód, do ZSRR, Chin i Indii, którą odbyła w okresie od listopada 1941 do kwietnia 1942.

## Geneza książki
Autorka Podróży wśród wojowników, francuska pianistka, dziennikarka i pisarka Ève Curie (córka Marii Skłodowskiej-Curie), po upadku Francji w czerwcu 1940 przedostała się do Wielkiej Brytanii, gdzie opowiedziała się za siłami Wolnej Francji generała Charles'a de Gaulle'a. Walczyła z nazizmem jako dziennikarka, publikując artykuły i wygłaszając odczyty. Czas wojny spędziła w Wielkiej Brytanii i w Stanach Zjednoczonych, gdzie pisała artykuły do "New York Herald Tribune".
W listopadzie 1941 (Stany Zjednoczone nie przystąpiły wtedy jeszcze do wojny) jej pracodawcy – Herald Tribune Syndicate z Nowego Jorku i Allied Newspapers Limited z Londynu – postanowili wysłać Ève Curie jako reporterkę w podróż do krajów objętych działaniami wojennymi. Ève miała wyjechać z Nowego Jorku, odwiedzić Afrykę, Bliski Wschód, Związek Radziecki, Chiny i z Singapuru przez Ocean Spokojny i San Francisco powrócić na wschodnie wybrzeże USA, w zamierzeniu była to więc podróż dokoła świata.
Japoński atak na Pearl Harbor 7 grudnia 1941 spowodował częściową zmianę tych planów. Po dotarciu do Chin Ève Curie nie mogła już jechać dalej do zdobytego przez Japończyków Singapuru i, również przez Azję i Afrykę, powróciła do USA. Ze swojej podróży na bieżąco pisała reportaże do zatrudniających ją gazet. Na ich podstawie w 1943 została wydana Podróż wśród wojowników.

## Treść
Podróż wśród wojowników składa się z pięciu części, z których każda opisuje jeden etap w podróży autorki.

### Część I – Afryka

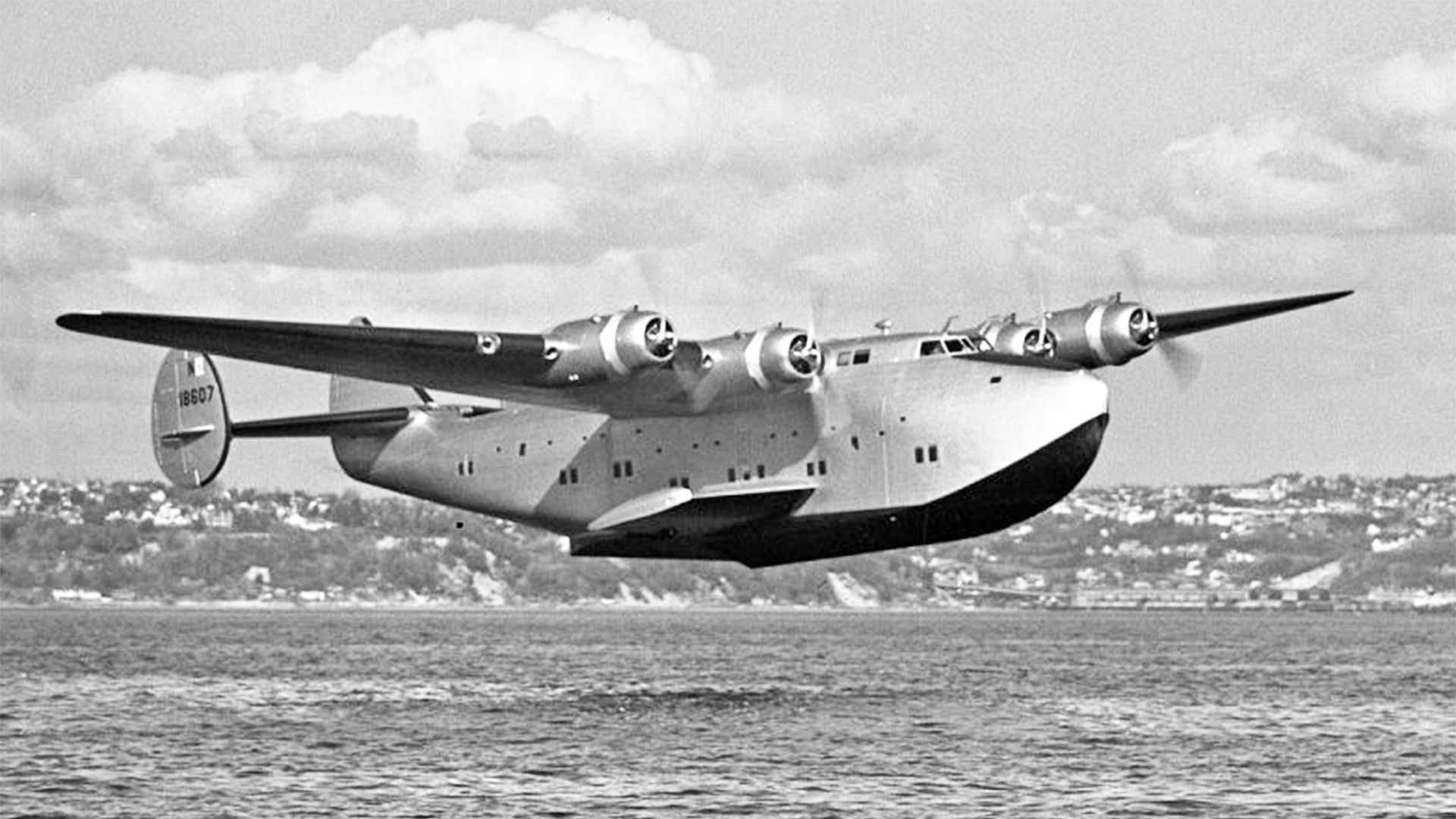
Boeing 314 Clipper, którym Ève Curie doleciała do Afryki

Reporterska wyprawa Ève Curie rozpoczęła się 10 listopada 1941, kiedy to na pokładzie wodnosamolotu Boeing 314 (tzw. Clippera) wystartowała z Nowego Jorku do Afryki. Był to pierwszy, jeszcze eksperymentalny lot tej ogromnej łodzi latającej z Ameryki na zachodnie wybrzeże kontynentu afrykańskiego i dlatego przez zarząd Pan Am i władze amerykańskie był utrzymywany w tajemnicy. Wśród ok. 40 pasażerów Ève była jedyną kobietą i jedyną dziennikarką; większość jej towarzyszy podróży była pracownikami linii lotniczych Pan Am, którzy lecieli do Afryki, aby przygotować infrastrukturę dla planowanego połączenia lotniczego, którym miało być transportowane zaopatrzenie wojenne, w tym samoloty wojskowe, przesyłane z USA na Bliski Wschód (choć Stany Zjednoczone nie uczestniczyły wtedy jeszcze formalnie w wojnie, czynnie pomagały aliantom dostawami sprzętu).
Przez Bermudy, Portoryko, Trynidad i wybrzeże Brazylii Ève Curie doleciała do Bathurst w Gambii, a stamtąd do Lagos w Nigerii (kraje te były wtedy koloniami brytyjskimi). Chociaż na wybrzeżu zachodnioafrykańskim nie toczyły się działania wojenne, w leżących tu posiadłościach brytyjskich czuć było zagrożenie ze strony państw Osi, pełną parą pracowano też nad zapewnieniem dostaw na front. W Nigerii Ève po raz pierwszy spotkała się z polskimi żołnierzami – rozmawiała z polskimi pilotami, niejaki kapitan Izicki opowiedział jej też, jak polscy i brytyjscy piloci pilotują zmontowane w Afryce Zachodniej samoloty w konwojach nad dżunglą i pustynią do Sudanu i dalej do Egiptu.
Z Nigerii Ève Curie przeleciała samolotem do Chartumu w Sudanie, po drodze lądując między innymi w Kano, gdzie spotkała się z miejscowym emirem, i w Fort Lamy w Czadzie, kontrolowanym przez Wolnych Francuzów. W Chartumie dowiedziała się o rozpoczęciu przez Brytyjczyków ofensywy w Cyrenajce, po czym wyjechała do Egiptu, aby napisać reportaż z walk.
Pomimo początkowych zastrzeżeń wojskowych, sprzeciwiających się obecności kobiety tak blisko linii frontu, dzięki pomocy Randolpha Churchilla (syna Winstona Churchilla) Ève udało się dotrzeć w pobliże miejsc w Libii, gdzie na pustyni toczyły się walki z wojskami włoskimi i niemieckimi. Po raz pierwszy poznała tam wysiłek żołnierzy, zmuszonych walczyć w skrajnie niesprzyjających warunkach klimatycznych, spotkała też polskiego pilota, który walczył w siłach Royal Air Force.
Po powrocie do Egiptu autorka spotkała kolejnych polskich żołnierzy, którzy różnymi drogami trafiali na Bliski Wschód. Z większości z nich już w kwietniu 1940 w kontrolowanej przez Francję Syrii sformowano Brygadę Strzelców Karpackich, a kiedy po upadku Francji Syria dostała się pod władzę rządu w Vichy, brygada ta przeszła do brytyjskiej Palestyny i Egiptu.
Ève odwiedziła też port nad Morzem Czerwonym, gdzie rozładowywano amerykańskie statki z dostawami dla walczących Brytyjczyków, a 8 grudnia ogromnie zaskoczona dowiedziała się, że poprzedniego dnia Japończycy zaatakowali Pearl Harbor. Później nadeszły kolejne wieści o postępach Japończyków na Dalekim Wschodzie, perspektywa dojazdu do Singapuru zaczęła się więc oddalać.

### Część II – Bliski Wschód
Z Kairu Ève Curie poleciała samolotem najpierw do Bejrutu, gdzie spotkała się z generałem Georges'em Catroux, który z ramienia de Gaulle'a pełnił funkcję wysokiego komisarza w Lewancie. Reporterka zapoznała się też z sytuacją w Syrii i Palestynie. Mimo że Wolni Francuzi kontrolowali te tereny, wciąż musieli borykać się z problemem dywersji politycznej, jaką Niemcy i Włosi prowadzili wśród miejscowych Arabów na falach eteru i nie tylko. W pobliskim Iraku rosły nastroje antybrytyjskie i doszło do potyczek pomiędzy Irakijczykami i Brytyjczykami, które przerodziły się w otwartą wojnę brytyjsko-iracką.
Po kilku dniach z portu lotniczego w Lyddzie Ève odleciała dalej na wschód, w kierunku Teheranu. Po drodze spotykała coraz więcej polskich oficerów i dyplomatów, między innymi musiała ustąpić miejsca w samolocie polskiemu konsulowi ze Stambułu, który spieszył się na spotkanie z generałem Sikorskim, wreszcie jednak udało jej się dotrzeć do stolicy Iranu.
Podczas II wojny światowej Iran był państwem formalnie niepodległym i neutralnym, w rzeczywistości od sierpnia 1941 był pod wspólną okupacją brytyjsko-radziecką. Zaniepokojenie rosnącymi wpływami Niemców w Iranie, pragnienie zabezpieczenia złóż ropy naftowej i przede wszystkim znaczenie Iranu jako kraju tranzytowego dla dostaw sprzętu wojskowego dla Związku Radzieckiego spowodowały, że wojska radzieckie i brytyjskie zajęły kraj, zmusiły szacha Rezę Pahlawiego do abdykacji i osadziły na tronie jego syna Mohammada Rezę Pahlawiego. Od tego momentu do końca wojny Iran był bardzo ważnym centrum komunikacyjnym – tędy wiodły drogi alianckich (również polskich) wojskowych i dyplomatów udających się do Związku Radzieckiego, tędy przesyłano też do ZSRR znaczną część amerykańskiego sprzętu w ramach pomocy na podstawie Lend-Lease Act.
W Teheranie Ève Curie przez kilka tygodni musiała czekać na możliwość wyjazdu do ZSRR. Czas ten wykorzystywała na spotkania, między innymi "prywatną" (off-the-record) rozmowę z generałem Władysławem Sikorskim, który pomimo negatywnych doświadczeń z ZSRR wciąż miał nadzieję na wspólną walkę Polaków u boku Rosjan z Niemcami. Spotkała się też z szachem Rezą Pahlawim, który, głównie z racji młodego wieku (miał tylko 22 lata), nie czuł się jeszcze w pełni komfortowo na tronie.

### Część III – Rosja
Ève wyleciała z Teheranu 6 stycznia 1942 przez Baku do Kujbyszewa (obecnie Samara), dokąd z powodu zagrożenia ofensywą niemiecką pod koniec 1941 ewakuowano z Moskwy ambasady i wiele radzieckich centralnych urzędów. Już z pokładu samolotu mogła zobaczyć zamarznięte Morze Kaspijskie; silne mrozy i śniegi miały jej towarzyszyć przez cały okres pobytu w ZSRR. W Kujbyszewie spotkała się z rannymi żołnierzami w miejscowym szpitalu, zwiedziła fabrykę łożysk ewakuowaną z Moskwy, której robotnicy pracowali i mieszkali w skrajnie trudnych warunkach, była też na nabożeństwie w cerkwi i rozmawiała z miejscowym popem (po wybuchu wojny Józef Stalin nieco złagodził politykę prześladowań wobec religii). Zarówno w Baku, Kujbyszewie, jak i Moskwie mogła się też przekonać, jak ważna dla walczącego ZSRR pozostała kultura, aczkolwiek mocno zideologizowana – oglądała przedstawienia teatralne, operowe i chodziła na inne imprezy kulturalne; w Kujbyszewie rozmawiała też z Olgą Lepieszyńską, czołową radziecką baleriną tego czasu.
Podczas pobytu w ZSRR Ève Curie była cały czas pod "opieką" porucznik Ljuby Mieston, przydzielonej jej przez władze radzieckie, która oficjalnie odgrywała rolę jej tłumaczki, w rzeczywistości jednak – jak domyślała się tego Curie – pracowała dla NKWD i nadzorowała jej kontakty z mieszkańcami Związku Radzieckiego. Mimo to obie kobiety się zaprzyjaźniły, Ève w swoich wspomnieniach bardzo ciepło pisała o Ljubie.
Po kilku dniach starania Ève o pozwolenie na wyjazd na front odniosły skutek i 12 stycznia 1942 razem z Ljubą (jeszcze przed innymi zagranicznymi korespondentami, którzy zostali w Kujbyszewie) wyleciała wojskowym samolotem do Moskwy, a 15 stycznia mogła wyjechać ze stolicy w kierunku miejsc, gdzie toczyły się walki. W grudniu 1941 w wyniku tzw. bitwy pod Moskwą wojskom radzieckim udało się odrzucić Niemców spod bram Moskwy, walki toczyły się teraz około 100 km od granic miasta. W drodze na front Curie mogła zobaczyć dowody okrucieństwa Niemców wobec ludności cywilnej – spalone wioski i miasta; wracający teraz do nich mieszkańcy opowiadali jej o powszechnym rabunku ich dobytku i masowych egzekucjach przeprowadzanych przez Niemców. Obecnie wojska niemieckie się wycofywały, a o ich klęsce w tej fazie działań wojennych przesądziły też warunki klimatyczne – dla Niemców na froncie wschodnim była to pierwsza zima, do której zarówno pod względem odzieży, jak i wyposażenia wojskowego nie byli przygotowani. Wielokrotnie Ève natykała się na trupy niemieckich żołnierzy leżące na śniegu.
Po przyjeździe do Wołokołamska doszło też do interesującego spotkania Ève i Ljuby z generałem Andriejem Własowem, dowódcą wojsk radzieckich walczących na przedpolach Moskwy. Własow ukazał się jej jako wierny żołnierz i patriota radziecki, nie wiedziała wtedy jeszcze, że już po kilku miesiącach trafi do niewoli niemieckiej i przejdzie na stronę nazistów jako dowódca Rosyjskiej Armii Wyzwoleńczej (ROA).
Kolejny raz Ève wyjechała z Moskwy 18 stycznia, aby odwiedzić właśnie odblokowaną Tułę (od października do grudnia 1941 obleganą przez wojska niemieckie) i dom Lwa Tołstoja w Jasnej Polanie. W Tule miejscowy sekretarz partii komunistycznej Żaworonkow opowiedział jej o trudach trzymiesięcznego oblężenia, w mieście Ève spotkała się też z jednym z partyzantów, cieślą Jesipowem, walczącym na tyłach wojsk niemieckich. Następnego dnia (19 stycznia) Ève i Ljuba w towarzystwie Sofii Andriejewny Tołstoj (córki bratanka pisarza, sprawującej nadzór nad wszystkimi muzeami Tołstoja w ZSRR) odwiedziły dom rodziny Tołstoja w Jasnej Polanie, który Niemcy przekształcili na kasyno wojskowe dla oficerów Wehrmachtu i który próbowali podpalić podczas wycofywania się.
Ève pragnęła odwiedzić też oblężony Leningrad, z powodu odmowy władz nie mogła jednak zrealizować tych planów, przez pewien czas pozostawała więc w stolicy, zapoznając się z codziennym życiem jej mieszkańców, uczestnicząc w życiu kulturalnym Moskwy (obejrzała między innymi operę Eugeniusz Oniegin Piotra Czajkowskiego, a także rozmawiając z naukowcami w Instytucie Geologicznym i Akademii Nauk ZSRR. Od dr. Jefima Smirnowa, szefa służb medycznych Armii Czerwonej, dowiedziała się też o milionowych stratach, jakie na froncie ponoszą wojska radzieckie.
Ostatnim wyjazdem na tereny ogarnięte wojną w ZSRR był wypad do Możajska, który odwiedziła 23 stycznia, zaledwie w kilkanaście godzin po wyparciu z niego Niemców. Znowu mogła usłyszeć o okrucieństwie nazistów, którzy pogrzebali żywcem 200 osób w wysadzonej katedrze i usiłowali podpalić miasto. Ève miała też okazję rozmawiać z niemieckimi żołnierzami wziętymi do niewoli i przekonać się o upadku ich morale na skutek surowej zimy i porażek na froncie.

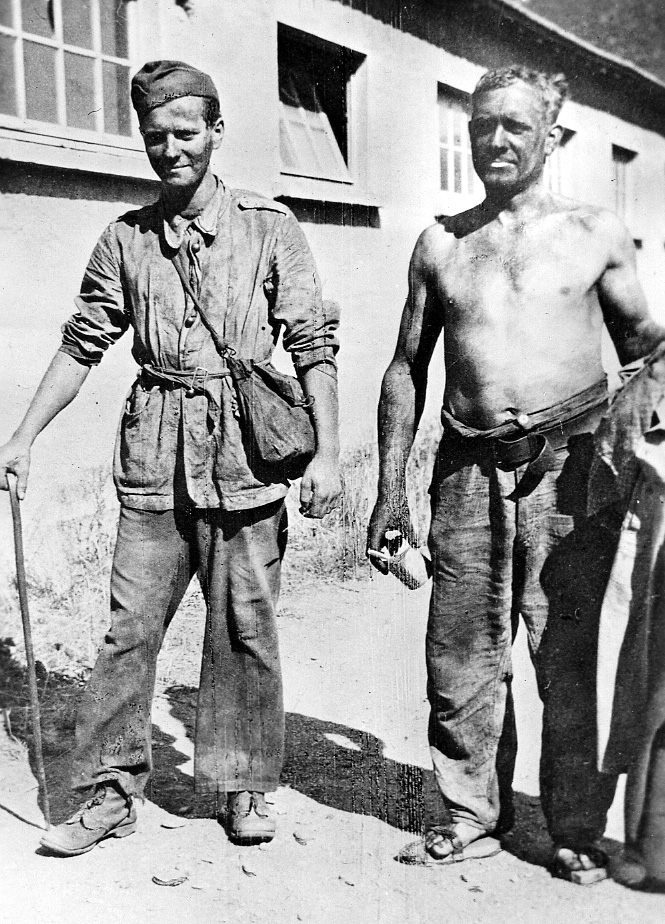
Byli więźniowie łagrów zgłaszający się do służby w armii Andersa

26 stycznia Ève odleciała z powrotem z Moskwy do Kujbyszewa, aby zdążyć na powrotny samolot do Iranu. Czas oczekiwania w Kujbyszewie spędziła przede wszystkim w polskiej ambasadzie, rozmawiając z ambasadorem Stanisławem Kotem, a także wieloma polskimi żołnierzami, właśnie zwolnionymi z łagrów i pragnącymi wstąpić do armii Andersa. O życiu w obozie dla oficerów w Wołogdzie na północy Rosji opowiedział jej niejaki Grzybowski (też pianista, podobnie jak Ève); z kolei niewymieniony z nazwiska arystokrata, który w 1939 został aresztowany i długi czas spędził w radzieckim więzieniu, opowiedział jej, jaką pociechę dawała mu w tym czasie religia. Ève dowiedziała się też o tragicznym losie wielu innych Polaków na zesłaniu oraz o trudnościach, z jakimi polskie władze borykały się przy odnajdywaniu Polaków w głębi Rosji i formowaniu armii; mogła się też jednak przekonać o ogromnej determinacji, zarówno żołnierzy jak i cywilów, którzy za wszelką cenę pragnęli powrócić z ZSRR do Polski. W rozmowie z nią generał Anders wyraził to słowami: „Dojdziemy do Polski. Nie wszyscy, oczywiście. Ale Polska będzie żyć”.
Opis pobytu Ève Curie w Związku Radzieckim zajął najwięcej miejsca w jej książce; był to również ten etap jej podróży, który wywarł na niej największe wrażenie. Stosunek Ève do radzieckiej rzeczywistości nie był jednoznaczny. Z jednej strony dostrzegała autorytarność ustroju w ZSRR, prześladowania, zdawała sobie sprawę, że wielu jej rozmówców (np. wspomniany pop podczas wizyty w cerkwi w Kujbyszewie) nawet jej – zachodniej korespondentce – boi się otwarcie powiedzieć, co myśli o życiu w ZSRR; w rozmowie z polskimi zesłańcami poznała wreszcie, choćby częściową, prawdę o zbrodniach stalinowskich. Z drugiej strony była pełna podziwu dla poświęcenia zwykłych żołnierzy i cywilów w walce z najeźdźcą, z książki co rusz przebija też fascynacja systemem radzieckim, tak różniącym się od ustrojów panujących w znanych jej krajach. Ève Curie z pewnością nie była jednym z "fellow travellers" – sympatyków ideologii komunistycznej i systemu panującego w ZSRR, ale też nie była ich zajadłym krytykiem. Opis ZSRR w książce Curie jest jednym z bardziej interesujących opisów walk na froncie wschodnim i codziennego życia na zapleczu walczącego kraju, jaki wyszedł spod pióra zachodniego dziennikarza.

### Część IV – Azja
Ève Curie wyleciała z Kujbyszewa z powrotem do Iranu 29 stycznia 1942. W Teheranie dowiedziała się o kolejnych postępach wojsk japońskich na Dalekim Wschodzie, mimo to podjęła próbę dotarcia do Singapuru. Pociągiem dojechała do Abadanu, kontrolowanego przez Brytyjczyków wielkiego ośrodka rafineryjnego nad Zatoką Perską (po drodze, w pobliżu Ahwazu, widziała obóz budowany dla polskich żołnierzy, których wkrótce spodziewano się ze Związku Radzieckiego), stamtąd samolotem poleciała do Basry w Iraku, gdzie znowu usłyszała o proniemieckich nastrojach Irakijczyków, wreszcie z Basry łodzią latającą do Kalkuty w Indiach, dokąd dotarła 8 lutego. Podróż do Singapuru była już niemożliwa (Japończycy zdobyli miasto 15 lutego, po tygodniowym oblężeniu), zamiast tego Ève poleciała więc do Birmy, która wtedy również była kolonią brytyjską.
W Birmie Curie przebywała w Lashio, w północno-wschodniej części kraju, gdzie mieszkała w domu Arthura Portera, brytyjskiego komisarza północnych prowincji Szan. Odwiedziła też Rangun i inne miejscowości, w całym kraju wyczuwało się napięcie z powodu nacierających Japończyków. W Birmie Ève po raz trzeci w swojej podróży była też w bezpośredniej bliskości frontu – niedaleko Thatôn i rzeki Sittaung, która oddzielała wojska japońskie od brytyjskich. Wojskami brytyjskimi dowodził na tym odcinku generał John George Smyth, który opowiedział jej o trudnej sytuacji jego oddziałów – Japończycy mieli przewagę w uzbrojeniu, w walce w dżungli odznaczali się też fanatyzmem i bezwzględnością. Wszystko to sprawiło, że poświęcenie brytyjskich i hinduskich oddziałów nie na wiele się zdało: Ève była świadkiem bezładnej ewakuacji Brytyjczyków i innych cudzoziemców z Rangunu, uciekających przez zbliżającymi się Japończykami.

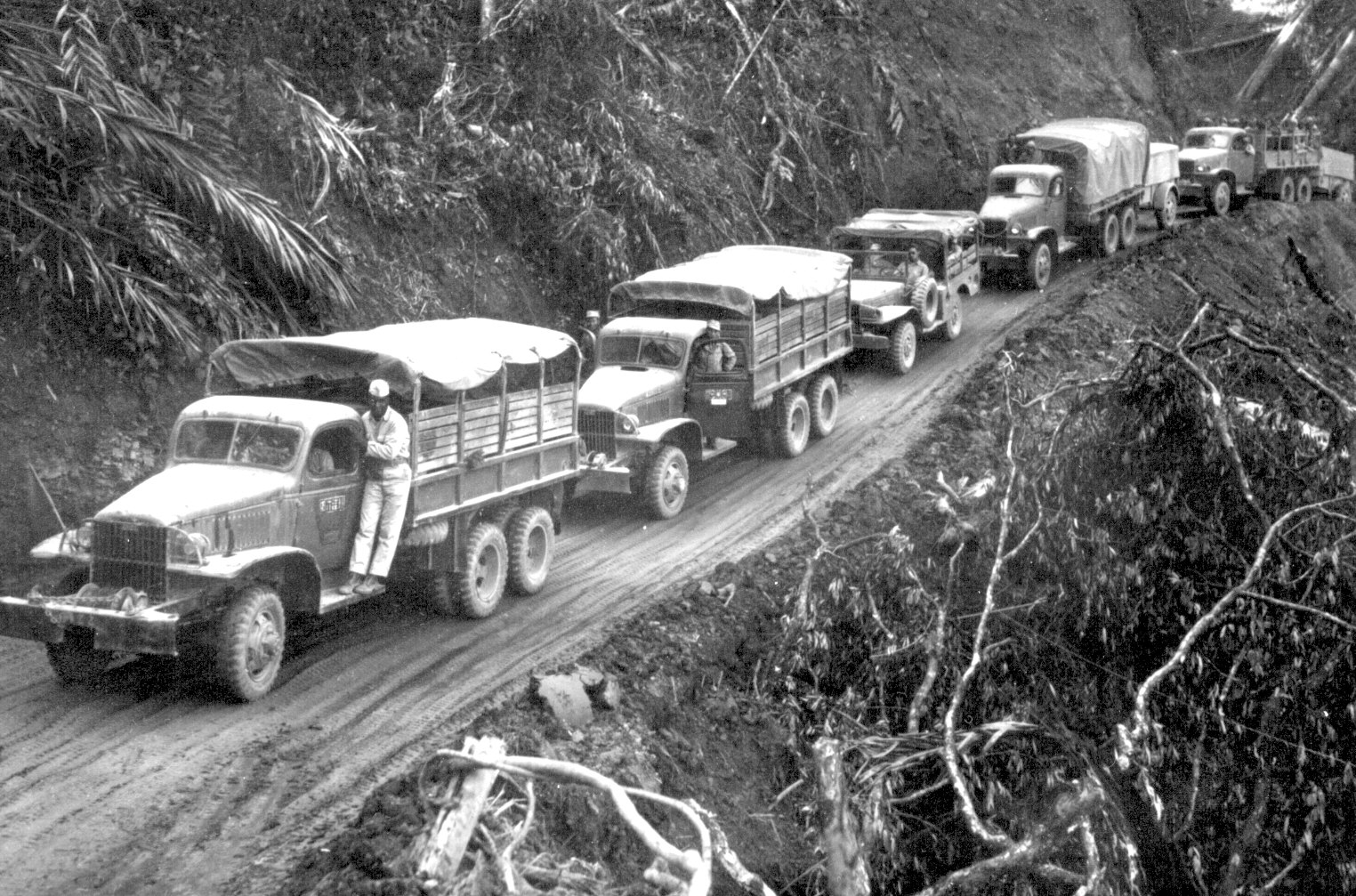
Konwój ciężarówek na drodze Ledo

Ève Curie w swojej książce dużo miejsca poświęciła też Drodze Birmańskiej, biegnącej przez górzyste obszary z Lashio do chińskiej prowincji Junnan. Była to główna droga, którą w trudnych warunkach terenowych, często z narażeniem życia, chińscy kierowcy transportowali zaopatrzenie wojskowe dla swojego kraju, od 1937 walczącego z Japonią. Później, po zajęciu Birmy przez Japończyków, wybudowano tzw. drogę Ledo, łączącą indyjską prowincję Asam z Drogą Birmańską.

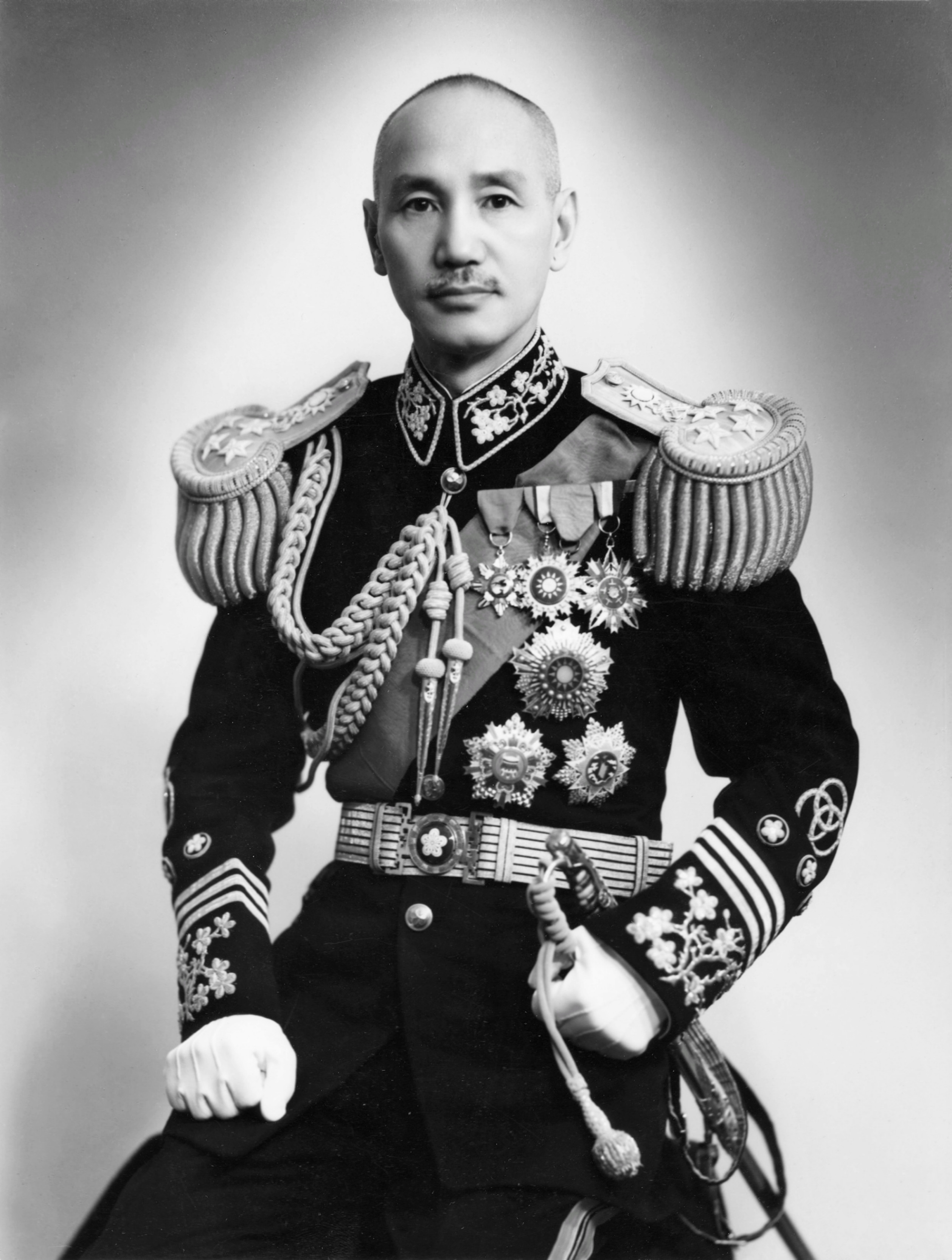
Czang Kaj-szek

Następnym etapem podróży Ève Curie był pobyt w Chinach, dokąd wyleciała samolotem z Lashio. Większość czasu spędziła w Chongqingu, który w czasie wojny chińsko japońskiej w latach 1937–1945 był tymczasową stolicą Chin i siedzibą rządu generalissimusa Czang Kaj-szeka, przez co często był bombardowany przez japońskie samoloty. Chiny już od dłuższego czasu przeżywały kryzys polityczny – wojna z zewnętrznym agresorem nałożyła się na trwającą już od 1927 wojnę domową z komunistami Mao Zedonga. Ève odwiedziła też prowincję Syczuan z jej stolicą Chengdu, gdzie mogła zapoznać się z trudnymi warunkami życia (często skrajnym ubóstwem) ludności w czasie wojny i gdzie odwiedziła też chińskie szkoły wojskowe.
Będąc z powrotem w Chongqingu, Ève spotkała się również z komunistycznym generałem Zhou Enlaiem, który był swego rodzaju emisariuszem pomiędzy komunistami i rządem centralnym, wdową po Sun Jat-senie (twórcy Republiki Chińskiej), wreszcie z samym Czang Kaj-szekiem i jego zamerykanizowaną żoną – Song Meiling, znaną jako Madame Czang Kaj-szek.
Wracając z Chin do Indii, Ève Curie w samolocie spotkała też jednego z tzw. "Latających Tygrysów", a podczas postoju w Kunming mogła rozmawiać też z ich dowódcą – Claire Chennault. "Latające Tygrysy" byli amerykańskimi lotnikami, którzy od 1941 ochotniczo walczyli w ramach chińskiego lotnictwa z Japończykami; cechowała ich żołnierska fantazja, ale często również lekceważący stosunek do dyscypliny wojskowej.

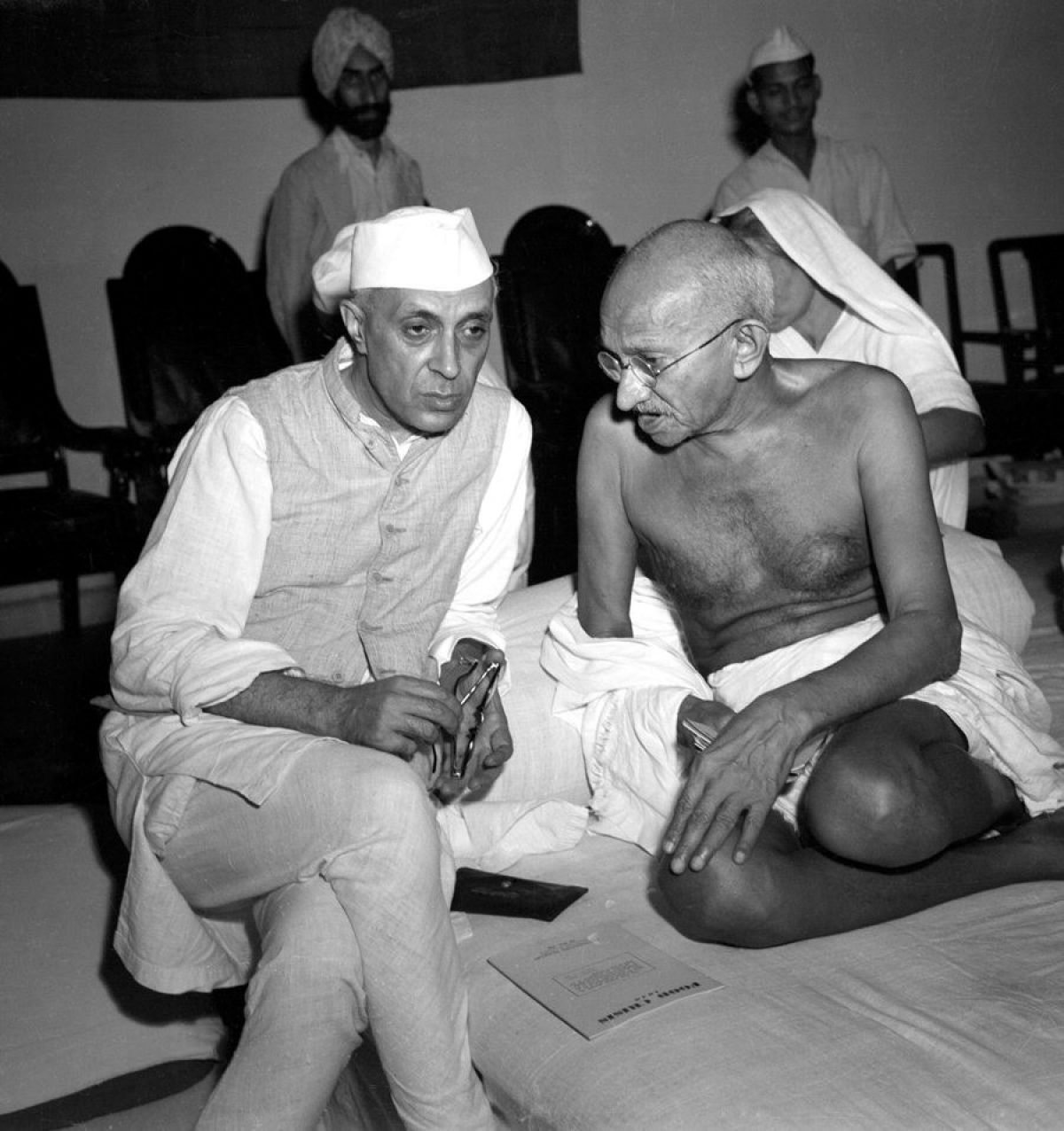
Gandhi i Nehru w 1942

Po powrocie z Chin do Kalkuty w Indiach, w mieście i całym Bengalu Ève mogła znowu wyczuć powszechne obawy przed japońską inwazją. Gospodarka Indii już od dłuższego czasu była przestawiona na tory wojenne; sami Hindusi nie byli jednak do końca przekonani o celowości tego wysiłku wojennego i poświęcania życia za Wielką Brytanię. Już wcześniej, lecąc z Basry do Kalkuty, podczas postoju w Karaczi Ève Curie zetknęła się z sympatykami Indyjskiego Kongresu Narodowego; teraz spotykała coraz więcej nacjonalistów, domagających się niepodległości kraju. Jadąc pociągiem z Kalkuty do Delhi, Curie zatrzymała się w Allahabadzie, gdzie spotkała się z Jawaharlalem Nehru, czołowym działaczem Kongresu, reprezentującym lewe skrzydło partii, oraz jego córką Indirą (późniejszą premier Indii), która właśnie przygotowywała się do swojego ślubu (następnego dnia wychodziła za mąż za Feroze Gandhiego). Nehru wyłuszczył Curie swoje poglądy w kwestii niepodległości Indii, która w Imperium Brytyjskim stawała się coraz bardziej palącym problemem. Pobyt Curie w Indiach zbiegł się z przyjazdem Lorda Tajnej Pieczęci Stafforda Crippsa z Wielkiej Brytanii, który w imieniu brytyjskiego rządu miał przedstawić propozycje zwiększenia autonomii kraju (Ève również odbyła z nim rozmowę w New Delhi), propozycje te jednak spotykały się z raczej chłodnym przyjęciem Hindusów, którzy pod hasłem Independence Now! żądali niepodległości natychmiast.
Po przyjeździe do New Delhi Ève zamieszkała w rezydencji generała Archibalda Wavella, dowódcy brytyjskich wojsk na Dalekim Wschodzie. Poznała też wicekróla Indii markiza Linlithgow, jednak najważniejszym wydarzeniem na tym etapie podróży było jej spotkanie z Mahatmą Gandhim, do którego doszło rankiem 28 marca. Podczas spotkania, które zrobiło na niej bardzo duże wrażenie, przy śniadaniu i podczas późniejszej przechadzki Gandhi przedstawił jej swoją filozofię biernego oporu i niesprzeciwiania się złu, nawet w sytuacji niemieckiego i japońskiego zagrożenia. Zasady tej według Gandhiego należało przestrzegać zawsze, nawet jeśli wróg grozi nam fizycznym unicestwieniem. W odpowiedzi na sceptycyzm Ève, która wskazała na przykład bohaterskiej walki Polaków o niepodległość swojego kraju, Gandhi wypowiedział następującą opinię o narodzie polskim: „Są oni rasą wojowników, która nie ma najmniejszego pojęcia o tym, na czym taka filozofia niestosowania przemocy polega. Walka to ich jedyny sposób wyrażania siebie”.
Zaraz po tej rozmowie Ève spotkała się również z Muhammadem Alim Jinnah, przywódcą Ligi Muzułmańskiej (późniejszym założycielem Pakistanu); spotkanie to uświadomiło jej skalę konfliktów religijnych w Indiach pomiędzy hindusami i muzułmanami i prawdopodobieństwo rozpadu kraju po odzyskaniu niepodległości.

### Część V – Z powrotem do Ameryki
Ève Curie wyruszyła w drogę powrotną z New Delhi do Ameryki 4 kwietnia 1942, łodzią latającą przez Bliski Wschód i Afrykę i Amerykę Południową. Stany Zjednoczone uczestniczyły już otwarcie w wojnie, tak więc wszędzie spotykała amerykańskich żołnierzy, pilotów i personel techniczny, obok Brytyjczyków, Wolnych Francuzów, Polaków i żołnierzy z innych krajów. Ostatnie karty książki to swoisty hymn pochwalny na cześć współpracy aliantów, amerykańskich wartości, wolności i demokracji w walce z niemieckim i japońskim najeźdźcą.

## ZnaczeniePodróży wśród wojowników
Podróż wśród wojowników nie jest reportażem wojennym w ścisłym znaczeniu tego słowa. W czasie kilkumiesięcznej podróży Ève Curie tylko trzykrotnie była w bezpośredniej bliskości linii frontu: podczas walk na pustyni libijskiej, w Związku Radzieckim oraz w Birmie. Mimo to książka jest ważnym dokumentem ukazującym wydarzenia II wojny światowej, nie z punktu widzenia walk na pierwszej linii, lecz zaplecza frontu. Ève Curie opisała w niej nie tylko operacje militarne, lecz również wspomagające je procesy logistyczne (np. dostawy sprzętu amerykańskiego w ramach pomocy Lend-Lease itp.), problemy związane z wyposażeniem milionów żołnierzy itp. W swojej podróży Ève często rozmawiała z wyższymi wojskowymi i politykami, co daje czytelnikowi wgląd w zakulisowe rozgrywki II wojny światowej. Niektórzy z rozmówców Curie stali się znani lub rozwinęli działalność dopiero po wydaniu książki; należą do nich np. szach Iranu Mohammad Reza Pahlawi, dowódca ROA generał Andriej Własow czy chiński wojskowy i polityk Zhou Enlai, tym większą wartość ma książka jako źródło historyczne, cytujące ich poglądy.
Jeszcze większą zaletą Podróży wśród wojowników jest jej wartość dokumentalna, polegająca na zobrazowaniu życia ludności cywilnej w krajach uwikłanych w wojnę, jej poświęcenia, trudów codziennego życia, radości i smutków. Szczególnie cenne są tu opisy życia w Związku Radzieckim i Chinach. Autorka wprawdzie nie zawsze zachowuje obiektywność (widać to zwłaszcza w jej fascynacji ZSRR), jednak również pod tym względem jej reportaż jest cennym źródłem historycznym.
Polskie pochodzenie Ève Curie sprawiło, że dużo uwagi w swojej książce poświęciła też sprawom Polski i Polaków. Z jej reportażu możemy dowiedzieć się o życiu polskich żołnierzy walczących w siłach zbrojnych aliantów oraz o kłopotach związanych z formowaniem się polskiej armii w Związku Radzieckim. Curie podczas swojej podróży miała okazję rozmawiać z wieloma polskimi wyższymi oficerami, łącznie z Sikorskim i Andersem, i chociaż nie pisze o wszystkim, czego się od nich dowiedziała (niektóre rozmowy określa jako "prywatne" – off-the-record), reportaż jest też cennym źródłem do historii Polski.

## RecepcjaPodróży wśród wojowników
Podróż wśród wojowników po wydaniu w 1943 (jeszcze w trakcie wojny) spotkała się z przychylnym przyjęciem czytelników i krytyków, chociaż czasami zarzucano jej nadmierną długość (książka liczy ponad 500 stron). W 1944 Podróż wśród wojowników była nominowana do Nagrody Pulitzera, ostatecznie nagrody nie zdobyła, przyznano ją wtedy Ernestowi Taylorowi Pyle, również za zbiór reportaży wojennych. Po wojnie książka już nie była wznawiana i została w dużej mierze zapomniana.
W Polsce w czasach PRL Podróż wśród wojowników nie była wydawana z powodów cenzuralnych. Mimo widocznej fascynacji autorki Związkiem Radzieckim, wymowa wielu fragmentów reportażu dotyczących ZSRR (np. wywózki Polaków na Syberię) powodowała, że książka nie mogła ukazać się w języku polskim. Polskie wydanie ukazało się dopiero w 2017 roku nakładem Wydawnictwa Akademickiego Dialog.